# Alexis Calmeyn
Jhr. Alexis Charles Marie Ghislain Calmeyn (Elsene, 26 april 1973) is burgemeester van Drogenbos.

## Biografie
Calmeyn is een telg uit het geslacht Calmeyn en een zoon van jhr. Jean Calmeyn (1933-2004) en Monique barones Greindl (1942). Hij is huizenmakelaar, in welk vak hij een graad behaalde.
Zijn familie is eigenaresse van het domein met het kasteel van Drogenbos. Sinds 2007 is hij burgemeester van Drogenbos, na eerst voorzitter te zijn geweest van het plaatselijke Openbaar Centrum voor Maatschappelijk Welzijn. Zijn vader was er burgemeester van 1965 tot 2004, en zijn oudoom jhr. Pierre Calmeyn (1890-1945) was dat eveneens voor hem geweest.
Calmeyn trouwde, als enige van de drie broers, in 2000 met jkvr. Valérie Cogels (1973), telg uit hetzelfde geslacht als zijn vader, met wie hij twee dochters kreeg.